# Haskill Nunatak
Haskill Nunatak är en nunatak i Antarktis. Den ligger i Västantarktis. Argentina och Storbritannien gör anspråk på området. Toppen på Haskill Nunatak är 1 710 meter över havet.
Terrängen runt Haskill Nunatak är platt åt sydväst, men åt nordost är den kuperad. Trakten är obefolkad. Det finns inga samhällen i närheten.